# Bodunius biocellatus
Bodunius biocellatus is een hooiwagen uit de familie Cosmetidae. De wetenschappelijke naam van Bodunius biocellatus gaat terug op Mello-Leitão.